# Stypommisa furva
Stypommisa furva är en tvåvingeart som först beskrevs av James Stewart Hine 1920.  Stypommisa furva ingår i släktet Stypommisa och familjen bromsar. Inga underarter finns listade i Catalogue of Life.